# Châteauneuf (Côte-d’Or)
Die französische Gemeinde Châteauneuf ist auf der Kuppe einer stumpf-kegelartigen Erhebung angesiedelt. Sie hat 81 Einwohner (Stand 1. Januar 2022) und liegt in der Région Bourgogne-Franche-Comté und im Département Côte-d’Or, jeweils ca. 35 Kilometer südwestlich von Dijon und nordwestlich von Beaune, an ihrem Fuß der Canal de Bourgogne.
Châteauneuf ist als eines der Plus beaux villages de France (Schönste Dörfer Frankreichs) klassifiziert.

## Bevölkerungsentwicklung
| Jahr                       | 1962 | 1968 | 1975 | 1982 | 1990 | 1999 | 2009 | 2016 |
| Einwohner                  | 71   | 66   | 63   | 62   | 63   | 83   | 85   | 89   |
| Quellen: Cassini und INSEE |      |      |      |      |      |      |      |      |

## Landschaft
Nicht weit von den Lagen großer, berühmter Weine der Côte schlängelt sich der Canal de Bourgogne in zahllosen Schleifen durch eine hügelige Landschaft, begleitet von wechselnden parallel verlaufenden Flussläufen und schattenspendenden Pappel- und Platanenalleen.

## Ortschaft
Das ehemals befestigte Dorf (Castrum) Châteauneuf, das sein mittelalterliches Gepräge erhalten hat, wurde nach der Burg Châteauneuf-en-Auxois benannt, die am westlichen, abschüssigen Rand der Ortsbebauung steht. Die Silhouette der Bebauung setzt sich aus einem „Nest“ von kaum zählbaren Türmen der Burg, der Kirche und der sich über die Hügelkuppe hochziehenden Häuser des Dörfchens zusammen. Die Dächer von Burg und Ortschaft, außer dem des Kirchturms, sind alle mit roten Ziegeln gedeckt.
Die Häuser sind vom 14. bis ins 17. Jahrhundert aus massivem Natursteinmauerwerk erbaut worden. Sie weisen zum Teil Galerien und Treppentürmchen auf, wie auch Türen mit von Steinmetzen gestalteten Kielbögen und Stürzen, was auf Reichtum der Erbauer und ersten Bewohner schließen lässt. Es gibt sogar einige Häuser mit richtigen Wehrtürmen, im Sinne eines „Herrensitzes“, einer kleinen Burg. Die Bauherren waren in der Regel keine Landwirte und einfache Handwerksleute, sondert reiche Weinhändler und Kaufleute aus den nahen Zentren Beaune und Dijon. Sie hatten hier ihre Wochenendhäuser oder Sommerwohnsitze, beschützt von ihrem Seneschall und seinen Wehrleuten in der Burg. Auch heute noch werden einige Häuser als Wochenend- oder Altersruhesitze genutzt.
Das Dorf hat außer der Burg noch einige restliche Mauern seiner Befestigungsanlagen bewahrt. Es war im Mittelalter eine Etappe auf einem der Pilgerwege nach Santiago de Compostela.

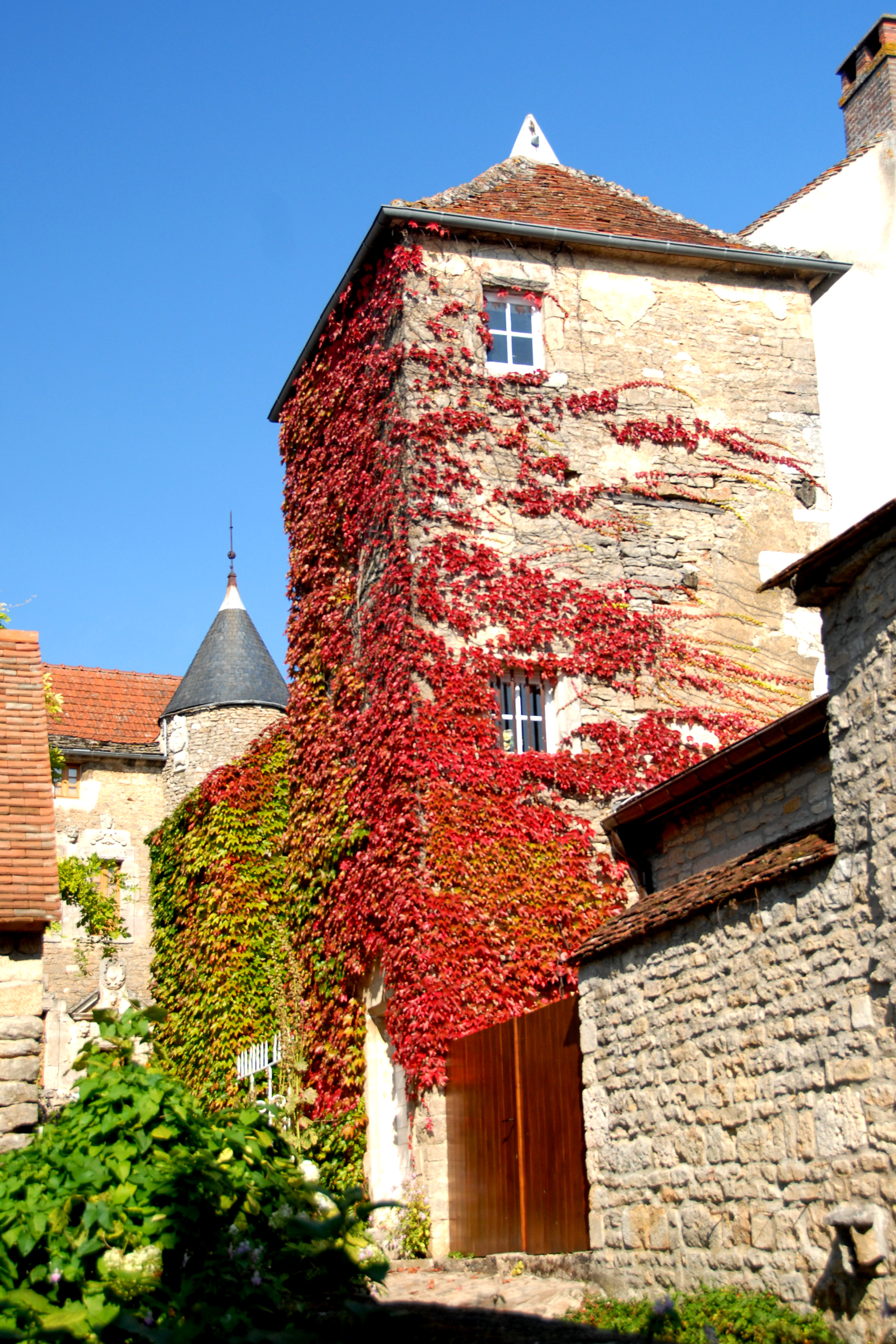
Châteauneuf, Wohnturm
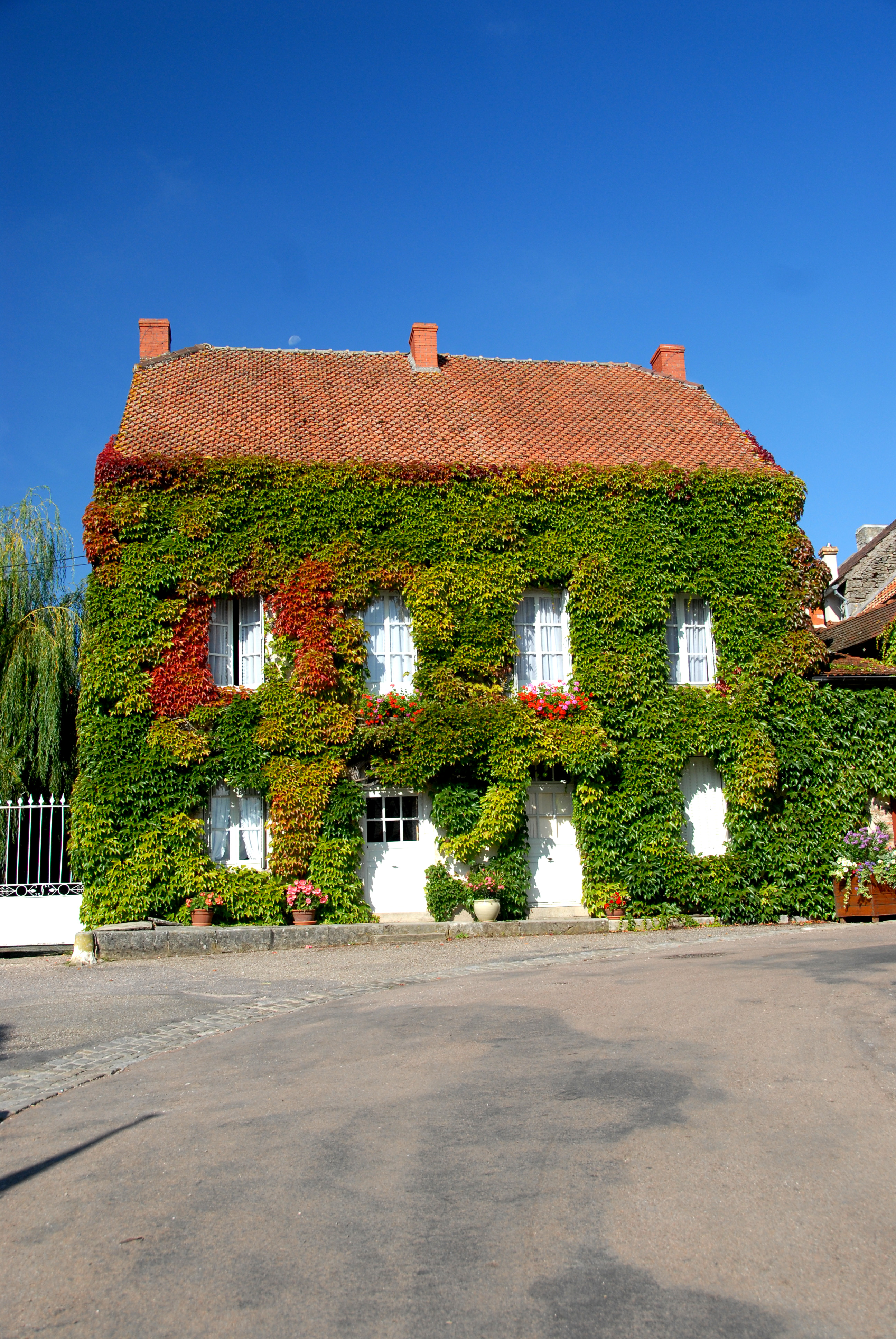
Stattliches Wohnhaus, weinberankt
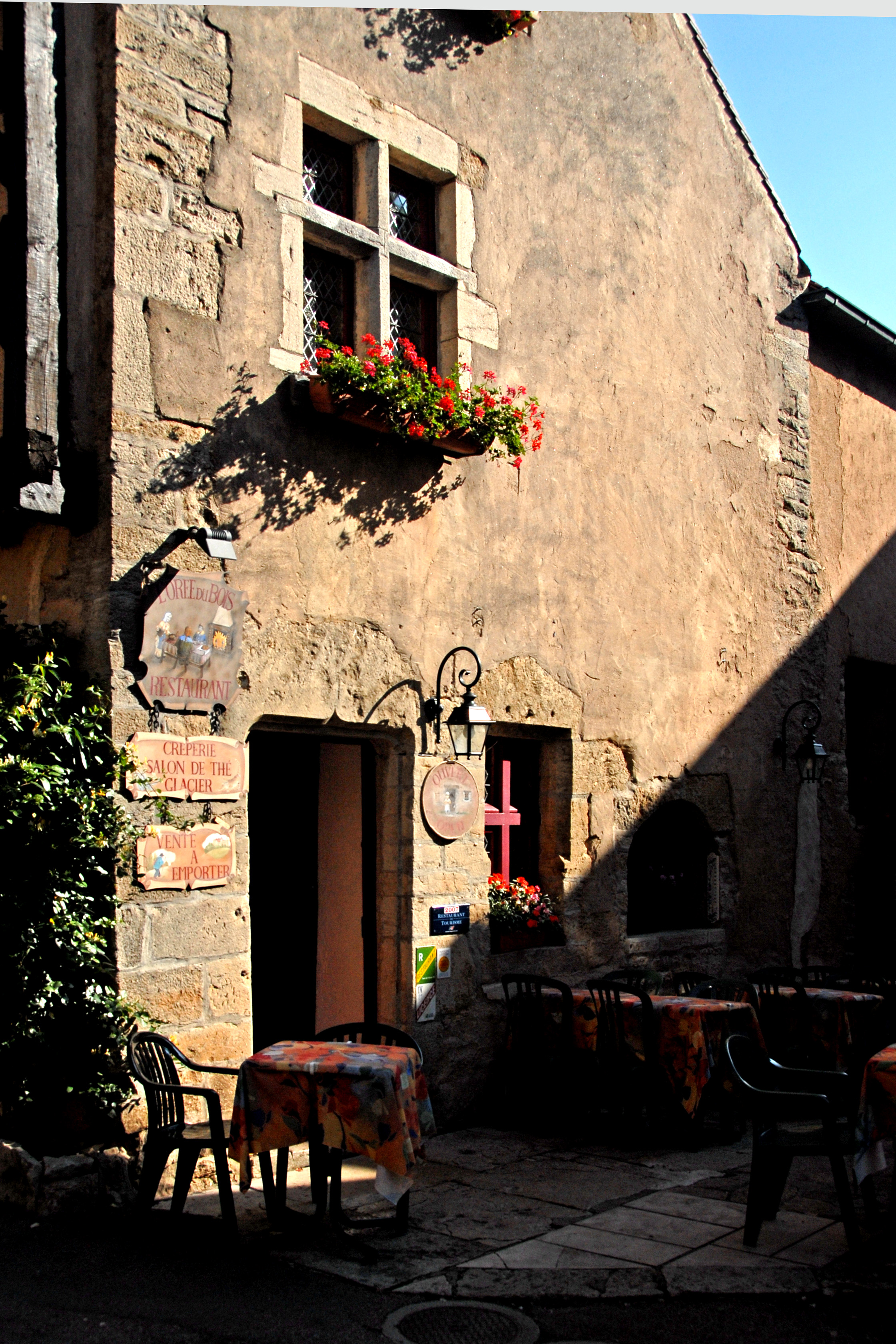
Haus mit steinernem Fensterkreuz

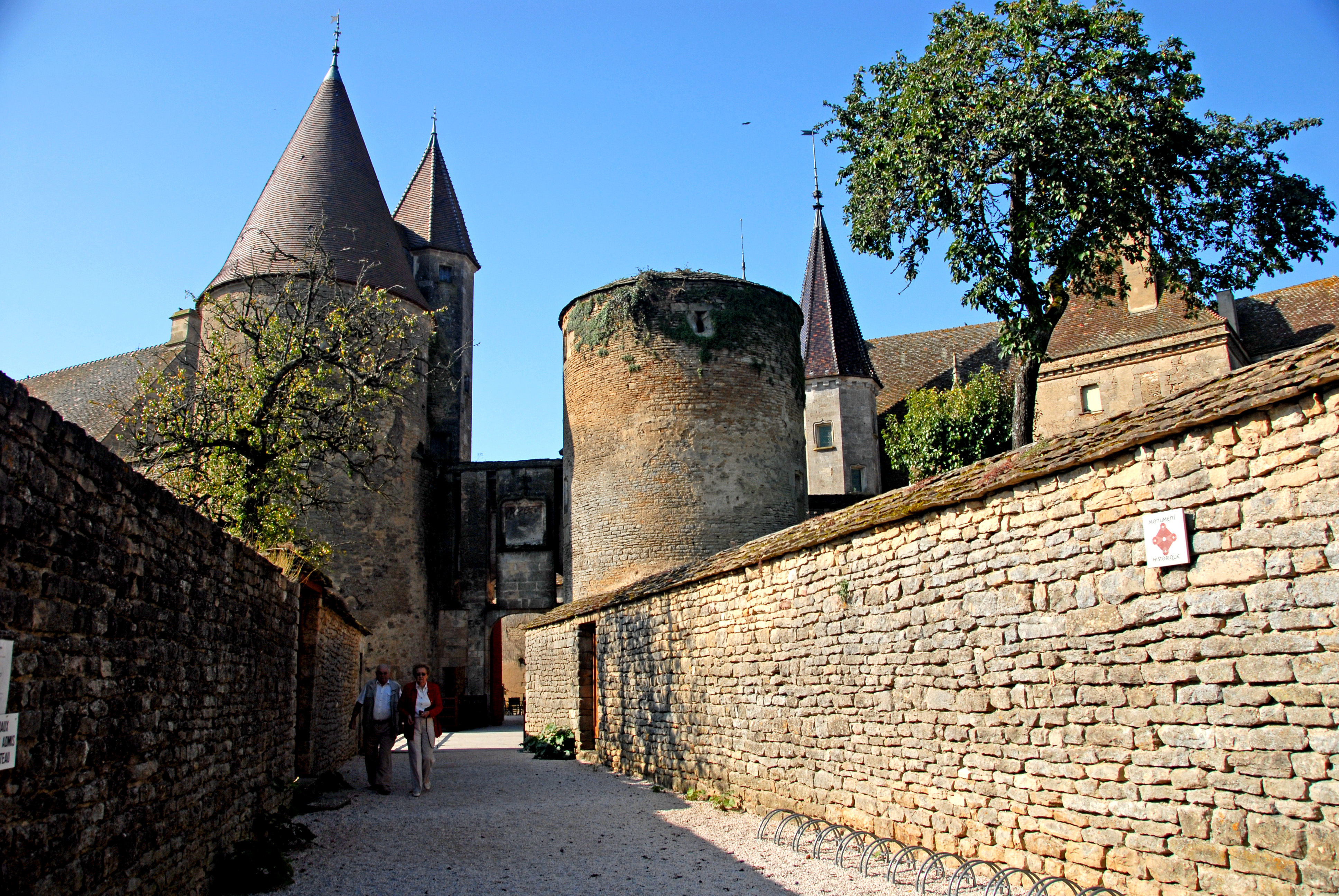
Châteauneuf, zum Burgeingang

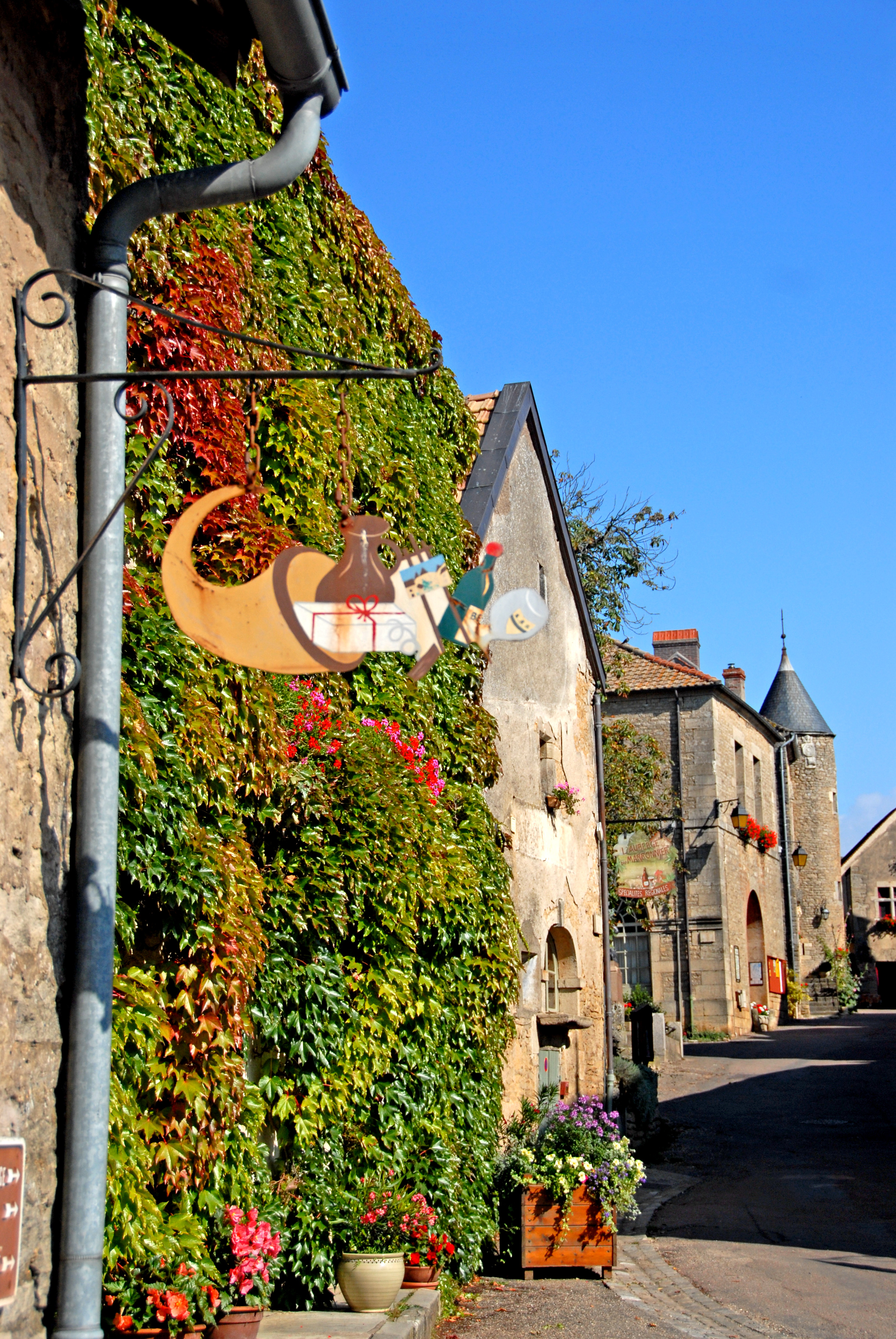
Häuserzeile mit Turm
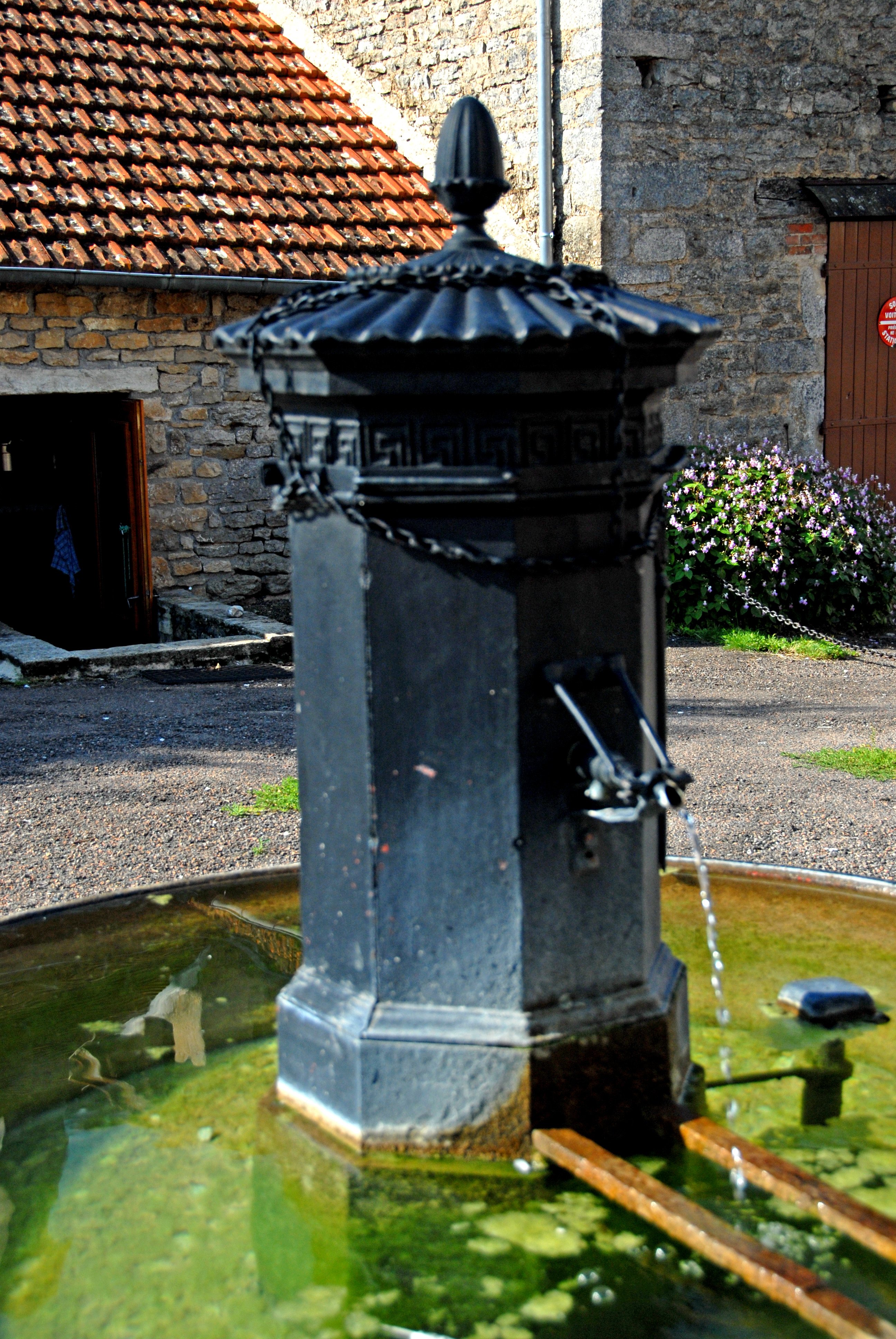
Dorfbrunnen

## Burg
Die Burg Châteauneuf überragt das Auxois und sollte nach ihrer Erbauung als Burgfeste im 12. Jahrhundert die sie umgebende Ebene und die Straße von Dijon nach Autun militärisch sichern. Die Befestigung wurde auf Veranlassung des Burgherrn von Chaudenay, von dessen eigener, etwas südlicher gelegener Burg heute nur noch Ruinen existieren, für seinen Sohn errichtet.